# Autoophugger
En autoophugger eller en bilkirkegård er et sted hvor biler og andre motorkøretøjer tømmes for miljøfarlige væsker og siden skilles ad i alle dets bestanddele. Mange af disse brugte dele sælges direkte til kunder over disken, men også via internettet. Det som ikke kan sælges presses sammen til små kuber, som herefter sendes videre til et fragmenteringsanlæg, hvor de smeltes om til nyt metal.
Autoophuggere skal godkendes af Miljøordning for Biler. Når en bil indleveres til en godkendt autoophugger, udbetales en skrotpræmie, som pr. 2015 udgør 1.500 kr. med fradrag af omkostningerne for miljøbehandling og skrotning.